# Miroslav Cerar
Miroslav Cerar (n. 28 octombrie 1939, Turjak, Comuna Velike Lašče, Slovenia) este un gimnast artistic sloven ce a reprezentat Iugoslavia, medaliat olimpic. A participat la 2 ediții ale Jocurilor Olimpice (1964, 1968) în care a câștigat două medalii de aur și o medalie de bronz.